# Liste der Biografien/Buj
Liste der Biografien |
Portal Biografien |
Personensuche
# |
A |
B |
C |
D |
E |
F |
G |
H |
I |
J |
K |
L |
M |
N |
O |
P |
Q |
R |
S |
T |
U |
V |
W |
X |
Y |
Z |
?
 
Ba |
Be |
Bd |
Bg |
Bh |
Bi |
Bj |
Bl |
Bm |
Bn |
Bo |
Br |
Bs |
Bu |
Bw |
By |
Bz
 
Bua |
Bub |
Buc |
Bud |
Bue |
Buf |
Bug |
Buh |
Bui |
Buj |
Buk |
Bul |
Bum |
Bun |
Buo |
Buq |
Bur |
Bus |
But–Buz
Die Liste der Biografien führt alle Personen auf, die in der deutschsprachigen Wikipedia einen Artikel haben. Dieses ist eine Teilliste mit 49 Einträgen von Personen, deren Namen mit den Buchstaben „Buj“ beginnt.

## Buj
- Buj Flores, Enrique (* 1950), mexikanischer Botschafter
- Buj, Iryna (* 1995), ukrainische Parasportlerin

### Buja
- Bujack, Georg (1835–1891), deutscher Philologe und Prähistoriker
- Bujack, Johann Gottlieb (1787–1840), deutscher Gymnasialprofessor und Naturwissenschaftler
- Bujadaa, Bachaawaagiin (* 1946), mongolischer Judoka
- Bujak, Eugenia (* 1989), polnische Radsportlerin
- Bujak, Franciszek (1896–1975), polnischer Skisportler
- Bujak, Józef (1898–1949), polnischer Soldat und Skisportler
- Bujak, Marek (* 1969), deutscher Badmintonspieler polnischer Herkunft
- Bujak, Zbigniew (* 1954), polnischer Politiker, Mitglied des Sejm
- Bujakiewicz, Katarzyna (* 1972), polnische Schauspielerin
- Bujakowski, Jeremy (1939–2010), indischer Skirennläufer
- Bujalski, Andrew (* 1977), amerikanischer Independent-Filmregisseur
- Bujalskyj, Witalij (* 1993), ukrainischer Fußballspieler
- Bujan, Damir (* 1966), kroatischer Fußballspieler
- Bujanda, Jesús Martínez de (* 1935), spanisch-kanadischer Historiker
- Bujannemech, Sonombaldshiryn (1902–1937), mongolischer Schriftsteller
- Bujanowski, Michail Nikolajewitsch (1891–1966), russischer Hornist und Musikpädagoge
- Bujanowski, Witali Michailowitsch (1928–1993), russischer Hornist, Musikprofessor und Komponist
- Bujantogtochyn Sumjaa (* 1999), mongolische Eisschnellläuferin
- Bujard, Alphons (1861–1917), deutscher Apotheker
- Bujard, Hermann (1934–2020), deutscher Molekularbiologe
- Bujard, Martin (* 1975), deutscher Soziologe
- Bujarski, Zbigniew (1933–2018), polnischer Komponist
- Bujatti, Franz (1813–1897), österreichischer Industrieller und Betreiber einer Seidenfabrik in Wien

### Bujd
- Bujdosó, Ágota (* 1943), ungarische Handballspielerin
- Bujdosó, Alexandra (* 1990), deutsche Säbelfechterin
- Bujdosó, Imre (* 1959), ungarischer Säbelfechter und Trainer

### Buje
- Bujès, Emilie (* 1980), französisch-schweizerische Kunsthistorikerin, Kuratorin und Festivalleiterin

### Buji
- Bujin, Cristina (* 1988), rumänische Leichtathletin
- Bujinski, Monika (* 1971), deutsche Schauspielerin, Sprecherin und Synchronsprecherin

### Bujk
- Bujkewitsch, Aljaksandr (* 1984), belarussischer Säbelfechter
- Bujkó, Tamás (1962–2008), ungarischer Judoka

### Bujn
- Bujna, Claudia (* 1991), deutsche Fußballspielerin
- Bujna, Šimon (* 1995), slowakischer Sprinter
- Bujnicka, Daria (* 2003), polnische Badmintonspielerin
- Bujnowski, Mark (* 1998), kanadischer Kugelstoßer und Diskuswerfer

### Bujo
- Bujo, Bénézet (1940–2023), kongolesischer Moraltheologe
- Bujok, Gustaw (1937–2017), polnischer Skisportler
- Bujold, Geneviève (* 1942), franko-kanadische FilmschauspielerinGeneviève Bujold (* 1942)

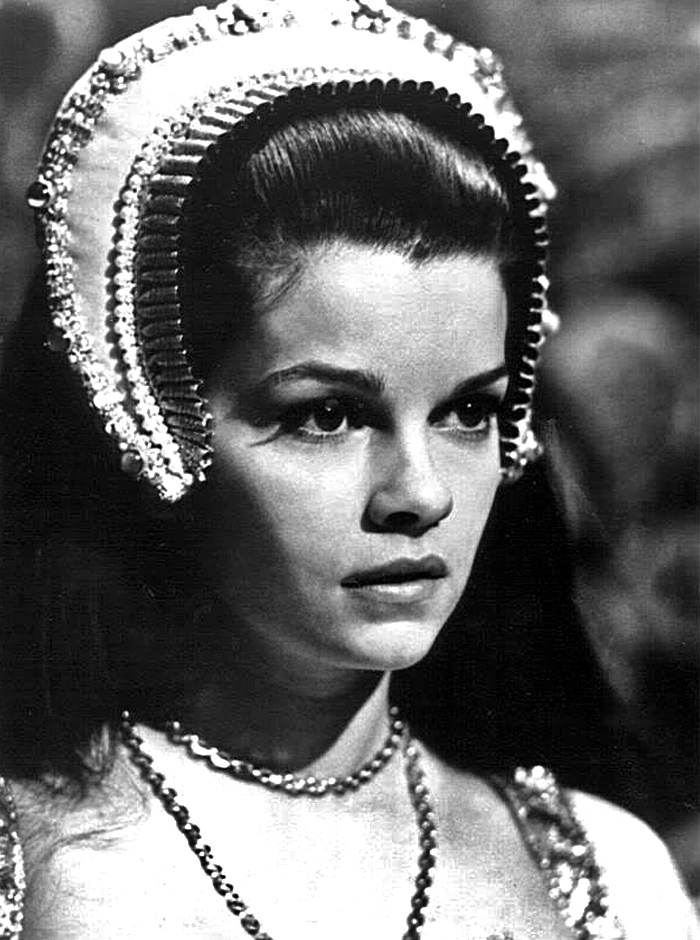
Geneviève Bujold (* 1942)

- Bujold, Lois McMaster (* 1949), US-amerikanische Autorin von Science-Fiction- und Fantasybüchern
- Bujold, Mandy (* 1987), kanadische Boxerin
- Bujones, Fernando (1955–2005), US-amerikanischer Tänzer und Choreograf
- Bujor, Flavia (* 1988), französische Schriftstellerin rumänischer Herkunft

### Bujs
- Bujsaim, Ali (* 1959), Fußballschiedsrichter der Vereinigten Arabischen Emirate

### Bujt
- Bujtás, László (* 1992), ungarischer Pokerspieler
- Bujtor, István (1942–2009), ungarischer Schauspieler

### Buju
- Bujupi, Ardian (* 1991), deutscher R&B- und Pop-Sänger
- Bujupi, Eliot (* 2006), kosovarisch-deutscher Fußballspieler